# SiN: Wages of Sin
Wages of Sin — DLC (набор миссий) для компьютерной игры SiN, вышедшей в 1998 году. Wages of Sin была выпущена в конце февраля 1999 года, тогда ещё малоизвестной студией разработчиком игр 2015, Inc, которая позже обрела известность с выходом игры Medal of Honor: Allied Assault благожелательно встреченной критиками. Дополнение продолжает сюжет игры и повествует о событиях, произошедших после пропажи главной злодейки Элексис Синклэр. Главным антагонистом Wages of Sin выступает босс мафии Джианни Манеро. Место действия как и в основной версии игры, происходят в городе Фрипорт. Играть вновь предстоит за полковника полиции Джона Р. Блейда. 

## Сюжет
После исчезновения Элексис Синклер в конце Sin, Wages of Sin продолжает основную сюжетную линию, представляя нового злодея Джианни Манеро, босса мафии, который стремится получить власть на остатках компании SinTEK прежде принадлежавшей Элексис. Манеро производит новых генетических мутантов в секретных лабораториях, но когда некоторые из этих мутантов вырываются и попадают в город, HARDCORPS (элитные силы безопасности) узнает о них, а именно глава HARDCORPS Джон Блейд, как главный герой и игровой персонаж в Sin, в роли которого происходит игровой процесс. Поиск Манеро приводит Блейда в новые места города Freeport, которые не были включены в оригинальную игру, открывает новые особенности врагов и оружие, и имеет такие интересные игровые элементы как похищение дочери учёного и сценарии дня/ночи тех же самых уровней, в зависимости от выбора игрока.
Хотя Элексис Синклер никогда не появляется в Wages of Sin, есть много ссылок на неё (серьёзными и юмористическими способами) всюду по игре и в конце намеком на её возвращение (который и происходит в официальном продолжении Sin, SiN Episodes).

## Игровой процесс
Кроме режима сохранения уровня и проекта дизайна уровней реального мира в стиле оригинальной игры, Wages of Sin добавляет несколько дополнительных элементов кроме стандартной модернизации оружия и врагов. Ниже список самых отличительных особенностей в Wages of Sin:
- 10 новых врагов
- 7 видов нового оружия
- 17 новых уровней
- Новые предметы: фонарик, очки ночного видения, веревки по которым можно перемещаться в Half-Life стиле.
- День и ночь альтернативы для нескольких карт, которые основанные на ваборе игрока, сделанным в начале; эти альтернативы включают такие вещи как сложность и выбор времени суток.
- Easter egg бонус: сбор календарей бикини изменит концовку
- Hoverbike deathmatch: новый режим мультиплейера даёт очки, когда игроки едут по кругу карты на вооруженном hoverbikes
- 2 сражения с финальными боссами в конце игры

## Технология
Графика очень напоминает Sin, поскольку Wages of Sin просто добавление, использующее ту же самую технологию, что и оригинальная игра на которой она основана. Однако, большое внимание было уделено детализации и интерактивности, когда 2015 проектировал Wages of Sin, приводя к даже большему количеству вариантов и возможностей, чем Sin мог бы предложить. Кроме того, места посещаемые главным персонажем от лица игрока очень расширяют данные о городе Freeport, которые начались в Sin, и потому что сюжет Sin о Freeport лишь часть истории, добавление гарантирует целое приключение в городе и позволяет игроку посещать такие места действия как грузовое судно, строящееся здание, ночной клуб и казино Манеро, а также комплекс пентхауса.
Оружие и враги выглядят очень захватывающе в Wages of Sin, хотя искусственный интеллект новых противников средний. Много специальных эффектов впечатляют даже сегодня, такие как паук, появляющийся из тела мутанта после выстрела в него или большой взрыв шаровой молнии ядерной ракетной пусковой установки IP36.
В звуковом сопровождении есть немного новой музыки, новых звуковых эффектов и совершенно нового голоса, звучащего от тех же самых актёров, которые озвучивали Sin, плюс некоторые новые голоса (как Манеро) специально для этого добавления.

## Оценки
| Сводный рейтинг | Сводный рейтинг |
| Агрегатор       | Оценка          |
| --------------- | --------------- |
| GameRankings    | 74,92 %         |